# Ariana Washington
Ariana Washington (* 27. August 1996 in Signal Hill) ist eine amerikanische Leichtathletin, die sich auf den 100-Meter-Lauf und den 200-Meter-Lauf spezialisiert hat. Sie wurde 2017 mit den USA im 4-mal-100-Meter-Staffellauf Weltmeisterin.

## Karriere
Bei den Jugendweltmeisterschaften 2013 im RSK Olimpijskyj in Donezk gewann Ariana Washington im 100-Meter-Lauf hinter ihrer Landsfrau Ky Westbrook die Silbermedaille und im 200-Meter-Lauf hinter der Schwedin Irene Ekelund und Ángela Tenorio aus Ecuador die Bronzemedaille. Ein Jahr später nahm sie an den Juniorenweltmeisterschaften 2014 im Hayward Field in Eugene teil und gewann mit der 4-mal-100-Meter-Staffel vor Jamaika und Deutschland die Goldmedaille.
Bei den United States Olympic Trials belegte Ariana Washington über die 100 und 200 Meter den sechsten bzw. fünften Platz und verpasste damit die Qualifikation für die Olympischen Sommerspiele über diese Strecken. Sie wurde aber als mögliche Starterin für die 4-mal-100-Meter-Staffel ausgewählt, wo sie aber nicht zum Start kam.
Ariana Washington nahm an den Weltmeisterschaften 2017 im London Stadium teil und startete sowohl über die 100 Meter als auch in der 4-mal-400-Meter-Staffel. In ihrem Vorlauf über die 100 Meter qualifizierte sie sich für das Halbfinale, wo sie aus dem Wettbewerb ausschied. In der 4-mal-100-Meter-Staffel der USA wurde sie im Vorlauf eingesetzt und gewann ihn gemeinsam mit Morolake Akinosun, Aaliyah Brown und Allyson Felix in Weltjahresbestzeit. Im Finale, das die US-amerikanische Staffel ebenfalls für sich entschied, wurde sie durch Tori Bowie ersetzt.
Washington ist mit dem Mittelstreckenläufer Clayton Murphy verlobt.

## Persönliche Bestzeiten
- 60 Meter (Halle): 7,20 s, 11. März 2017, College Station
- 100 Meter: 11,01 s (+2,0 m/s), 2. Juli 2016, Eugene
- 200 Meter: 22,21 s (+1,9 m/s), 11. Juni 2016, Eugene
  - 200 Meter (Halle): 22,42 s, 11. März 2017, College Station

## Erfolge
- Weltmeister in der 4-mal-100-Meter-Staffel: 2017